# Remue.net
Remue.net est une revue de littérature contemporaine en ligne, créée en 2000,, 2001 sous sa forme actuelle et collective (2007 pour la charte actuelle), précédemment conçue par François Bon, dès 1999, sur son site personnel. La revue est aujourd'hui considérée comme étant un "nœud central" de la création littéraire en ligne,, occupe une place "originale" dans le monde des revues, de par sa construction collective en ligne,, par les outils numériques, et l'ouverture sur la création en ligne (veille littéraire des blogs). 
En 2011, une presse moins spécialisée salue le travail de la revue pour ses dix ans d'existence,.  
Le comité de rédaction en 2016, se compose de :
- Chantal Anglade, Françoise Ascal, Jean-Marie Barnaud, Sereine Berlottier, Guénaël Boutouillet, Patrick Chatelier, Dominique Dussidour, Pascal Gibourg, Laurent Grisel, Maël Guesdon, Jacques Josse, Yun Sun Limet, José Morel Cinq-Mars, Éric Pessan, Catherine Pomparat, Marie de Quatrebarbes, Philippe Rahmy, Sébastien Rongier, Fabienne Swiatly, Laurence Werner David, Lucie Taïeb, Emmanuèle Jawad, et Matthieu Guérin, président de l'association.